# 陳智偉
陳智偉（?—?），廣西省桂林府臨桂縣人，清朝政治人物、同進士出身。
光緒二十四年（1898年），参加光緒戊戌科殿試，登進士三甲3名。同年五月，以主事分部学习。